# Wandżjach

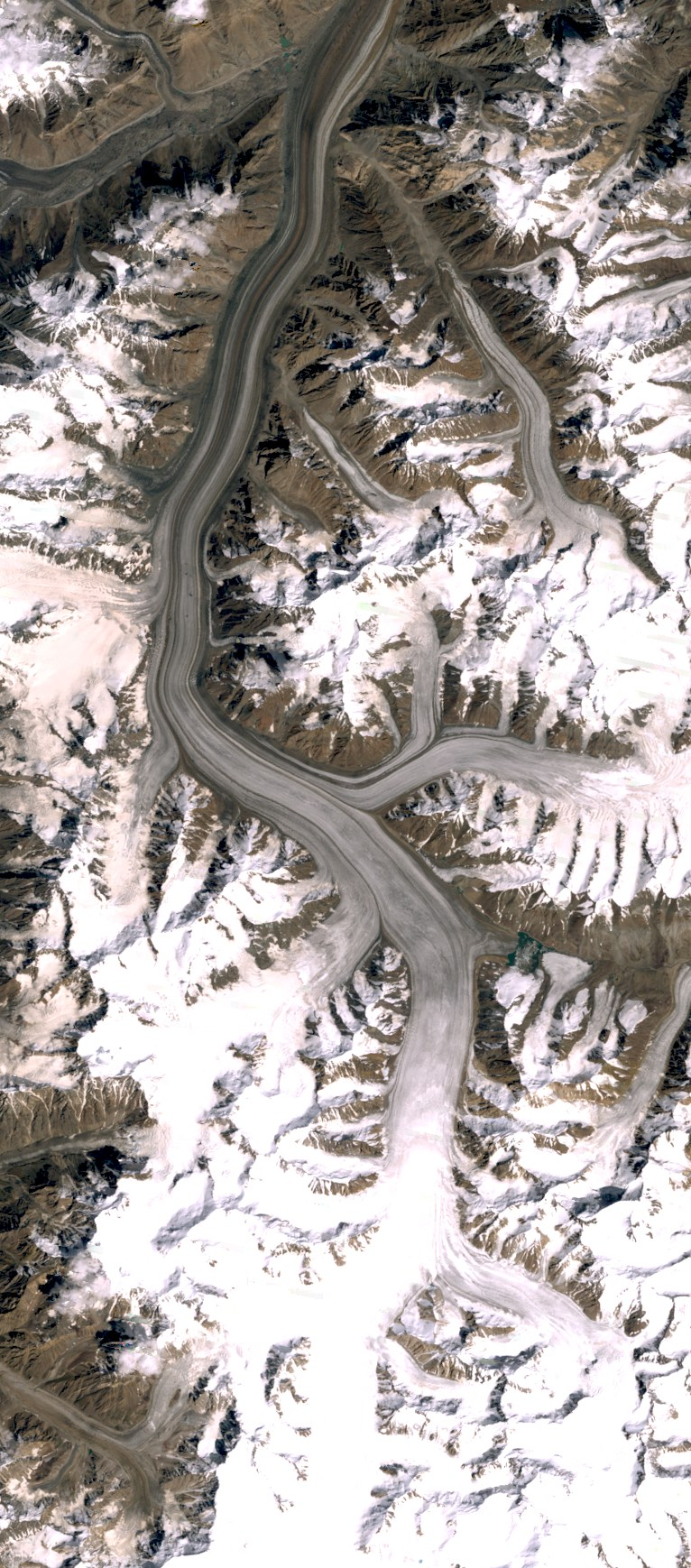
Lodowiec Wandżjach, zdjęcie Landsat 7, 22.08.2008

Wandżjach (tadż. пиряхи Ванҷях, pirjachi Wandżjach; ros. ледник Ванджях, lednik Wandżiach) – lodowiec górski w łańcuchu Pamiru w Azji Centralnej w Tadżykistanie. Największy lodowiec Pamiru i  całej Azji, najdłuższy lodowiec na Ziemi poza strefami polarnymi.
Do 2023 roku nosił nazwę Lodowiec Fedczenki (tadż. пиряхи Федченко, pirjachi Fiedczenko; ros. ледник Федченко, lednik Fiedczenko).

## Położenie
Lodowiec Wandżjach rodzi się z rozległych pól firnowych usytuowanych na północnych stokach Gór Jazgulemskich i podchodzących pod Szczyt Niepodległości (6940 m n.p.m.). Powstaje na wysokości ok. 6200 m n.p.m. Spływa w kierunku z południa na północ wzdłuż całej prawie wschodniej podstawy Gór Narodowej Akademii Nauk Tadżykistanu. Od wschodu dolinę lodowca ograniczają góry Dżanubii Wandżob (na południu) oraz ramiona pasma Tahmurasi Szimoli. Lodowiec Wandżjach przyjmuje 34 „dopływy” – mniejsze lodowce, które swymi rozmiarami przewyższają jednak wiele największych lodowców alpejskich. Największe z nich mają ponad 20 km długości. Należą do nich: Lodowiec Narodowej Akademii Nauk Tadżykistanu, lodowiec Kandil Dżurajew i Lodowiec Chamjach. Czoło lodowca znajduje się obecnie na wysokości ok. 2910 m n.p.m. Wypływające spod lodowca Wandżjach obfite w wodę strumienie dają początek rzece Sel-su. Liczne głębokie potoki spływają również latem lodowymi korytami po powierzchni lodowca.

## Wymiary
Długość lodowca (wraz z rodzącymi go polami firnowymi) obliczano pierwotnie na ok. 77 km. Późniejsze pomiary radzieckie ustaliły jego długość na 71,5 km, a powierzchnię na 907 km². Pomiary glacjologiczne zrealizowane w czasie trwania Międzynarodowego Roku Geofizycznego (1957–1958) wykazały, że lodowiec ma długość 71 km i powierzchnię wraz z dopływami 910 km². Jego miąższość sięgała wówczas 550 m, a jęzor lodowca kończył się na wysokości 3012 m n.p.m.. Obecnie ma około 70 km długości i powierzchnię ponad 900 km². Szerokość jęzora lodowca wynosi od 1500 do 3100 m. Stwierdzono, że w części środkowej masy lodu mogą się poruszać z prędkością do 67 cm na dobę.

## Historia badań lodowca
Nazwę lodowcowi nadał pierwszy jego odkrywca – przyjaciel Fedczenki, rosyjski entomolog i podróżnik, Wasilij Oszanin, który w 1878 r. kierował wyprawą w ten rejon Pamiru. Spenetrował on jednak tylko otoczenie czoła lodowca, a jego długość ocenił na ok. 20 km. Następna wyprawa w ten rejon, pod kierownictwem topografa N. I. Kosynienki, wyruszyła dopiero w 1909 r. Jej uczestnicy dostali się na jęzor lodowca, przysypany miejscami rozległymi kamieńcami moreny powierzchniowej, i konno (!) dotarli do jego centralnych części.
Całość lodowca zbadała dopiero w 1928 r. radziecko-niemiecka wyprawa w Pamir, zorganizowana przez radziecką Akademię Nauk oraz Deutschen Alpenverein i Österreichischen Alpenverein. Kierowana ona była przez astronoma J.I. Bielajewa oraz znanego badacza Azji Willego R. Rickmersa. Wyprawa weszła na jęzor od południa, pokonując przedtem grzbiet Pasma Jazgulemskiego i odkrywając wspomniany Szczyt Niepodległości. Uczestniczący w wyprawie niemiecki topograf Richard Finsterwalder przeprowadził pierwsze pomiary lodowca i jego otoczenia metodą fotogrametryczną i sporządził jego pierwszą mapę w podziałce 1:50 000. Grubość lodu w jęzorze obliczył na ok. 500 m (średnio, maksymalnie do 1000 m), a jego objętość na 46 km³. Dopiero po zejściu uczestniczący w wyprawie radziecki topograf I.G. Dorofjew ustalił, że przebyty lodowiec jest odkrytym 50 lat wcześniej Lodowcem Fedczenki.
Dalsze badania na lodowcu podjęła dopiero z okazji odbywającego się w latach 1957–1958 Międzynarodowego Roku Geofizycznego wyprawa pamirska, zorganizowana wspólnie przez uzbecką Akademię Nauk i badaczy z ówczesnej Niemieckiej Republiki Demokratycznej. Wyprawa ta stwierdziła jednoznacznie regresję lodowca: od 1928 r. jego czoło cofnęło się o 420 m, a objętość lodu skurczyła się o 1 km³.
Obecnie przyjmuje się, że w ciągu XX w. długość lodowca zmniejszyła się o co najmniej 1 km, jego powierzchnia skurczyła się o ok. 11 km², a ubytek masy lodu wyniósł ok. 2 km³.